# Giovanni Scudellari
Giovanni Scudellari (Roma?, XVIII secolo – Roma?, XIX secolo) è stato un editore calcografo e libraio italiano.

## Biografia
L'editore-calcografo romano Giovanni Scudellari negoziane di stampe, miniature e libraio, aveva la bottega in via Condotti 19-20, quasi di fronte all'Antico Caffè Greco. Prima del 1816 era in via Borgognona 18, non lontano dalla bottega dell'incisore e editore  Luigi Fabri che era al numero 66. La prima notizia che si ha di lui è come editore di una Raccolta di pitture etrusche, del 1807. La prima notizia di attività di Scudellari risale quindi al 1807 e l'ultima al 1836. In questo arco di circa trenta anni si colloca la calcografia-editoria di Giovanni Scudellari. Un Filippo Scudellari, padre di Fortunata - la moglie di Leopoldo Fabri, figlio di Luigi Fabri - nel 1843 aveva una calcografia in via Condotti 19, ma non sono noti libri da lui editi o commercializzati.

### La Roma di Pirro Ligorio
Giovanni Scudellari ristampò, probabilmente in pochissimi esemplari, una nuova e ultima edizione della Pianta di Roma, disegnata Pirro Ligorio, incisa dal belga Jacob Boss ed edita nel 1561 da Michele e Francesco Tramezzini. Un esemplare della ristampa Scudellari si conserva a Roma, alla Biblioteca di archeologia e storia dell'arte, a Palazzo Venezia. I rami originali sono oggi all'Istituto nazionale per la grafica, acquistati dall'allora direttore Carlo Alberto Petrucci.

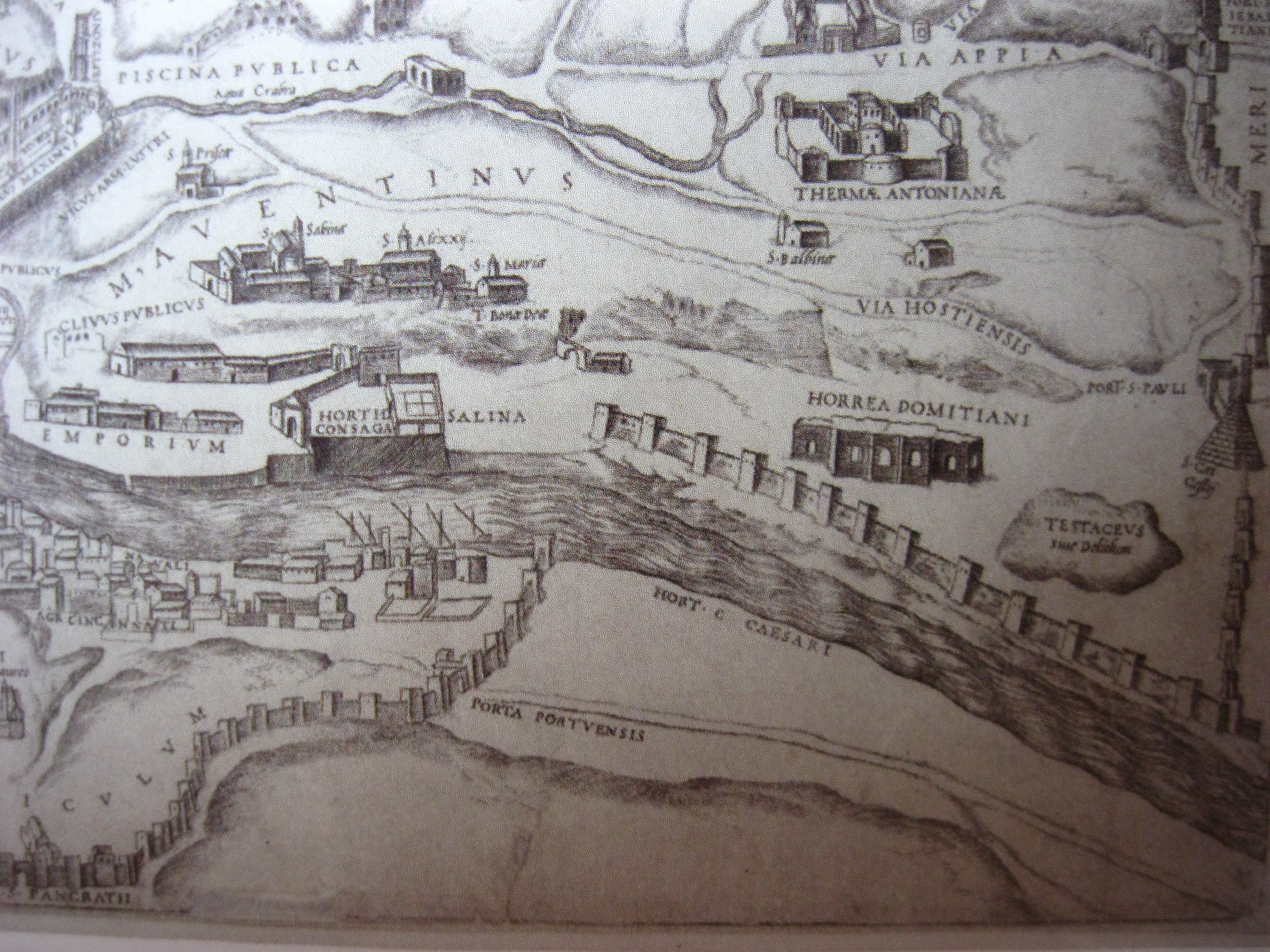
Pirro Ligorio, Pianta di Roma, 1561 part.

### Editore di Bartolomeo Pinelli
La raccolta dei Costumi pittoreschi napoletani di Pinelli uscirono nel 1817 e nel 1823, con l'editore Scudellari. Nel 1819, sempre con l'editore Giovanni Scudellari, Pinelli realizzò Istoria Romana: cento tavole incise su carta pregiata, ispirate alla traduzione settecentesca di Charles Rollin della Storia di Tito Livio. Con Scudellari, Pinelli pubblicò nel 1829 la Istoria degli Imperatori, poi i rami sciolti delle tre cantiche della Divina Commedia. Nel 1827 uscirono le incisioni de La Gerusalemme liberata e nel 1829 quelle de L’Orlando furioso, che erano commercializzate in pacchetti da dieci incisiosi.
Alla morte di Pinelli, nel 1835, Giovanni Scudellari e la famiglia dell'editore Luigi Fabri possedevano quasi tutte le matrici delle incisioni di Pinelli, oltre a circa duemila suoi disegni e a molte sue terrecotte: questo materiale è ora al Museo di Roma a Palazzo Braschi, all’Istituto nazionale per la grafica, alla Galleria nazionale d'arte moderna e contemporanea, e al Museo Napoleonico.

### Giovanni Scudellari editore
Lista di libri editi da Giovanni Scudellari:
- Bartolomeo Pinelli, Raccolta di cinquanta costumi pittoreschi incisi all'acquaforte, da Bartolomeo Pinelli Romano dedicati a sua eccellenza Alessandro Narischkin Gran Ciamberlano di sua maestà l'imperatore di tutte le Russie consigliere privato attuale, direttore generale dei teatri imperiali e della musica nelle due capitali, membro dell'accademia delle belle arti, e cavaliere dell'ordini di S. Andrea, S. Alessandro Newsky, S. Anna della prima Classe, dell'aquila nera, e Rossa di Prussia, gran croce di S. Giovanni Gerosolimitano, di S. Lazzaro, de la Fedelta, e del Leone di Zaehringue di Baden, Roma, presso Giovanni Scudellari in via Condotti n. 19 e 20, 1817. (1, 50 c. di tav.: ill., 170x230 mm)
- Bartolomeo Pinelli, Istoria romana incisa all'acqua forte da Bartolomeo Pinelli romano l'anno 1818 e 1819, Roma, presso Giovanni Scudellari via Condotti 19 e 20, 1819. (11 c., 101 stampe all'acquaforte in bianco e nero, 450x600 mm)
- Bartolomeo Pinelli, Nuova raccolta di cinquanta costumi de' contorni di Roma compresi diversi fatti di briganti disegnati ed incisi all'acqua forte da Bartolomeo Pinelli cominciati l'anno 1819 compiti nel 1822, Roma, presso Gio. Scudellari via Condotti n. 19 e 20, 1823. (1 c., 50 c. di tav. calcografie: ill., 300 mm)
- Bartolomeo Pinelli, Nuova raccolta di ventiquattro vedute de' contorni di Napoli incise da Bartolomeo Pinelli, Roma, presso Gio. Scudellari via Condotti n. 19 e 20, 1823. (2 p., 24 c. di tav.: ill., calcografie; 180x240 mm)
- Angelo Uggeri, Della basilica di S. Paolo sulla via Ostiense, Roma, presso l'autore e da Scudellari in via Condotti num. 19 e 20, 1823. (18, 2 p., 3 c. di tav. calcografie: ill., in 4° obl.)
- Bartolomeo Pinelli, Nuova raccolta di ventiquattro vedute de' contorni di Napoli incise da Bartolomeo Pinelli, Roma, presso Gio. Scudellari, 1823. (24 stampe ad acquaforte in bianco e nero 110x160 mm)
- Luigi Rossini, Gli archi trionfali onorarii e funebri degli antichi romani sparsi per tutta Italia disegnati, misurati, ristaurati ed incisi: opera architettonica, pittorica, e figurativa brevemente descritti ed illustrati dall'architetto incisore Luigi Rossini, Roma, Giovanni Scudellari, 1836. (12  p., LXXIII c. di tav.: ill., 750 mm)
- Jacob Boss, Antiqvae vrbis imago accvratissime ex vetvsteis monvmenteis formata Pirro Ligoro. Jacob Boss inc., Roma, presso Giovanni Scudellari. (12 fogli, stampa a bulino su carta in bianco e nero 1280x1440 mm. Ristampa dell’edizione: Romae, excuderunt Michael et Franciscus Tramezini, 1561. In alto a sinistra del primo foglio cartiglio con dedica a Pio IV)

### Giovanni Scudellari negoziante
Lista di libri commercializzati da Giovanni Scudellari:
- Andrea Manazzale, Itineraire instructif de Rome et ses environs ou Description de tous ses monumens anciens, et modernes et abrege de ses beautes, comme les meilleures peintures, sculptures, et architectures, Tome 1-2. Troisième edition augmentée et corrigée par l'antiquaire André Manazzale ornée d'une collection des vues les plus interessantes, Roma, Par François Bourliè chez Piale rue S. Charles au Cours n. 428. et Jean Scudellari rue Condotti n. 19, 1816.
- Andrea Manazzale, Itinerario di Roma e suoi contorni o sia Descrizione de' monumenti antichi, e moderni coll'indicazione delle più belle pitture, sculture, ed architetture. Opera dell'antiquario Andrea Manazzale tradotta dalla terza edizione francese ed aumentata da Stefano Piale... Ornata delle vedute più interessanti di Roma, Tomo 1-2, Roma, dai torchj del Mordacchini: presso Giovanni Scudellari via Condotti n. 19 e presso Pietro Piale S. Carlo al Corso n. 428, 1817. (ill. calcografie di Domenico Pronti)[4]
- Carlo Fea, Nuova descrizione di Roma antica e moderna e de' suoi contorni sue rarita specialmente dopo le nuove scoperte cogli scavi arricchita delle vedute più interessanti compilata per uso de' colti viaggiatori, Tomi 1-3, Roma, Angiolo Bonelli. Dai torchi di Crispino Puccinelli. Nel negozio Piale in Piazza di Spagna n. 1A e da Gio. Scudellari Via Condotti n. 19 e 20, 1820.
- Carlo Fea, Descrizione di Roma e de' contorni compilata dal sig. avv. D. Carlo Fea... abbellita delle più interessanti vedute e pubblicata da Angiolo Bonelli, Seconda edizione. Tomi 1-3, Roma, dai torchi di Crispino Puccinelli: si vende al prezzo di Paoli 22, nella stamperia sudetta posta vicino alla piazza di S. Andrea della Valle n. 53, nel negozio di Gio. Scudellari via Condotti n. 19 e 20, dal libraro De Romanis via di Pasquino n. 56 ed in casa dell'editore via del Babbuino n. 101, terzo piano, 1822.
- Johann Gottfried Gutensohn, Monumenti della religione cristiana o sia raccolta delle antiche chiese o basiliche cristiane di Roma dal quarto sino al decimo terzo secolo delineati, da I. G. Gutensohn e I. M. Knapp Architetti. Distribuzione in Roma: in commissione da Scudellari via dei Condotti ed in Germania... a Stuttgardia: da I. G. Cotta, 1823. (32 c. di tav.: ill., fol.)